# Dimitri Basilaia
Pas d'image ? Cliquez ici

a Compétitions nationales et continentales officielles uniquement.

b Matchs officiels uniquement.
Dernière mise à jour le 7 juillet 2017.
Dimitri Basilaia (en géorgien : დიმიტრი ბასილაია), né le 27 novembre 1985 à Tbilissi, est un joueur de rugby à XV géorgien. Il joue en équipe de Géorgie et évolue au poste de troisième ligne centre.

## Biographie

### En club
- 2008-2009 :  US Morlaàs
- 2009-2010 :  Bugue Athletic Club
- 2010-2011 :  Rugby club Aubenas Vals
- 2011-2012 :  Avenir valencien
- 2012 - 2014 :  Edinburgh Rugby
- 2014 : USA Perpignan

### En équipe nationale
Il connaît sa première cape internationale le 2 février 2008 à l’occasion d’un match contre l'équipe du Portugal. Il fait partie de l'effectif retenu par Richie Dixon pour disputer la coupe du monde 2011 en Nouvelle-Zélande. 

## Statistiques en équipe nationale
- 16 sélections avec la Géorgie depuis 2008
- 10 points (2 essais)
- sélections par année : 7 en 2008, 6 en 2009, 3 en 2011
- En coupe du monde :
  - 2011 : 2 sélections (Écosse, Angleterre), 5 points (1 essai)